# Năng lượng ở Uganda
Việc đốt các nguồn tài nguyên tái tạo cung cấp khoảng 90% năng lượng cho Uganda, mặc dù chính phủ đang cố gắng tự cung tự cấp năng lượng. Trong khi phần lớn tiềm năng thủy điện của nước này chưa được khai thác, quyết định của chính phủ để đẩy nhanh việc tạo năng lực sản xuất xăng dầu trong nước cùng với việc phát hiện trữ lượng dầu mỏ lớn hứa hẹn sẽ thay đổi đáng kể tình trạng của Uganda, hiện là một nước nhập khẩu năng lượng.

## Bối cảnh
Trong những năm 1980, than gỗ và gỗ nhiên liệu đã đáp ứng hơn 95% nhu cầu năng lượng của Uganda. Trong năm 2005 và 2006, mực nước thấp của hồ Victoria đã làm khả năng phát điện của thủy điện của nước này giảm sút, dẫn đến tình trạng thiếu hụt dữ trữ năng lượng và khủng hoảng năng lượng. Kết quả là nước này đã trải qua những lần mất điện thường xuyên và kéo dài.   Tính đến tháng 6 năm 2016, theo Cục thống kê Uganda, khoảng 20% người Uganda đã có điện. Tính đến tháng 2 năm 2015 và theo Cơ quan quản lý điện Uganda, công suất điện thiết lập của Uganda là 810 MW, với nhu cầu cao nhất là 509,4 MW để tỷ lệ mất điện do thiếu nguồn cung hiện nay gần bằng không. Tính đến tháng 9 năm 2017, theo Irene Muloni, Bộ trưởng Năng lượng Uganda, công suất phát điện của nước này đã tăng lên 950 MW. Uganda dự kiến có công suất phát điện ít nhất là 1.900 MW vào cuối năm 2019, theo dự báo của Bộ Năng lượng và Phát triển Khoáng sản Uganda.

## Thủy điện

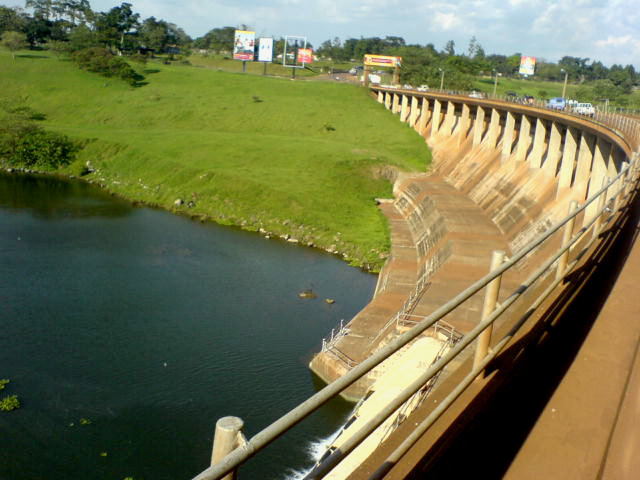
Nhà máy điện Nalubaale, 2007.

Việc bảo trì kém trong những năm 1980 và không ổn định về mặt chính trị dẫn đến sụt giảm sản lượng tại đập Owen Falls (nay là nhà máy điện Nalubaale), tại cửa sông Nile trắng, từ 635,5 triệu kilowatt giờ năm 1986 đến 609,9 triệu kilowatt giờ vào năm 1987, với sáu trong mười máy phát điện bị phá vỡ vào cuối năm 1988. Nhà máy thủy điện Kiira 200 megawatt, được xây dựng liền kề với nhà máy điện Nalubaale, nâng tổng công suất sản xuất lên 380 MW.
Từ năm 2007 đến năm 2012, Nhà máy thủy điện Bujagali 250 megawatt được xây dựng như một dự án công tư, với chi phí khoảng 862 triệu đô la Mỹ. Tập đoàn sở hữu dự án bao gồm Quỹ Phát triển Kinh tế Aga Khan, Sithe Global Power LLC (một công ty con của Tập đoàn Blackstone) và chính phủ Uganda. Bujagali Energy Limited là một công ty phương tiện đặc biệt được thành lập để điều hành nhà máy điện thay mặt cho các cổ đông.
Vào tháng 10 năm 2013, việc xây dựng Nhà máy điện Isimba 183 megawatt bắt đầu, cách Bujagali khoảng 40 km (25 dặm), với chi phí ngân sách khoảng 590 triệu đô la Mỹ, với một doanh nghiệp công cộng có kinh phí từ Ngân hàng Xuất nhập khẩu Trung Quốc. Việc vận hành thử được lên kế hoạch trong nửa cuối năm 2018, mặc dù việc phát điện có thể bắt đầu vào đầu năm 2016.
Cũng trong năm 2013, hoạt động thi công tại nhà máy điện Karuma 600 megawatt bắt đầu với chi phí ngân sách khoảng 2 tỷ đô la Mỹ, bao gồm 250 triệu đô la Mỹ để xây dựng các đường dây điện cao áp để dẫn điện được sản xuất ra. Việc hoàn thành được lên kế hoạch vào cuối năm 2018.
Tính đến tháng 5 năm 2015, khoảng 6 nhà máy thủy điện nhỏ hoạt động được kết nối với lưới điện quốc gia, cung cấp khoảng 65 megawatt. Chúng bao gồm Nyagak I (3,5 megawatt), Kabalega (9 megawatt), Kanungu (6,6 megawatt), Bugoye (13 megawatt), Mubuku I (5 megawatt), Mubuku III (10 megawatt) và Mpanga (18 megawatt).

## Nhiệt điện
Có hai nhà máy nhiệt điện chạy bằng nhiên liệu nặng đang hoạt động tại nước này.
Nhà máy điện Namanve là một nhà máy nhiệt điện 50 megawatt thuộc sở hữu của Công ty Điện lực Jacobsen (Uganda), một chi nhánh của Jacobsen Elektro, một công ty sản xuất điện độc lập của Na Uy. Kế hoạch có trị giá 92 triệu đô la Mỹ (66 triệu euro) được thực hiện vào năm 2008.
Nhà máy điện Tororo là nhà máy chạy bằng nhiên liệu nặng 89 megawatt thuộc sở hữu của Electro-Maxx Limited, một công ty của Uganda và là công ty con của Tập đoàn Simba thuộc các công ty thuộc sở hữu của nhà công nghiệp người Uganda Patrick Bitature. Nhà máy này được cấp phép bán tới 50 MW cho điện lưới quốc gia.
Namanve và Tororo được sử dụng như các nguồn năng lượng dự phòng để tránh tình trạng quá tải khi thủy điện không đáp ứng đủ nhu cầu.
Năm nhà sản xuất đường mía ở Uganda có tổng công suất đồng phát khoảng 110 megawatt, trong đó khoảng 50% có sẵn để bán cho lưới điện quốc gia. Các nhà máy điện đồng phát bao gồm nhà máy điện Kakira (52 MW), nhà máy điện Kinyara (40 MW), nhà máy điện Lugazi (14 MW), nhà máy điện Kaliro (12 MW) và nhà máy nhiệt điện Mayuge (1,6 MW).

## Dầu và khí thiên nhiên
Uganda rất dễ bị tổn thương bởi những cú sốc giá dầu vì nước này nhập khẩu gần như tất cả 18.180 thùng dầu mỗi ngày (2.890 m³ / ngày) (năm 2013). Dầu được vận chuyển qua cảng Mombasa của Kenya.
Chính phủ Kenya, Uganda và Rwanda đang cùng nhau phát triển Đường ống Sản phẩm Dầu mỏ Kenya - Uganda – Rwanda để vận chuyển các sản phẩm dầu mỏ tinh chế từ Mombasa qua Nairobi đến Eldoret, tất cả đều ở Kenya. Từ Eldoret, đường ống sẽ tiếp tục đi qua Malaba đến Kampala ở Uganda, tiếp tục đến Kigali ở Rwanda. Nghiên cứu khả thi cho việc mở rộng đường ống từ Eldoret tới Kampala đã được trao cho một công ty quốc tế vào năm 1997. Nghiên cứu được hoàn thành vào năm 1998 và báo cáo được đệ trình vào năm sau. Nghiên cứu khả thi riêng biệt cho phần mở rộng Kampala tới Kigali đã được trao cho Cộng đồng Đông Phi vào tháng 9 năm 2011. Chính phủ Kenya, Uganda và Rwanda chấp nhận những phát hiện của các nghiên cứu. Hợp đồng xây dựng ban đầu được trao vào năm 2007 cho Tamoil, một công ty thuộc sở hữu của Chính phủ Libya. Hợp đồng đó đã bị hủy bỏ vào năm 2012 sau khi công ty không triển khai dự án. Tính đến tháng 4 năm 2014, mười bốn công ty đã nộp hồ sơ dự thầu để xây dựng phần mở rộng đường ống từ Kenya đến Rwanda. Công trình xây dựng dự kiến sẽ bắt đầu vào năm 2014, với khung thời gian xây dựng 32 tháng. Dự kiến vận hành vào năm 2016.

Quận Hoima (màu đỏ), nằm dọc theo Hồ Albert (châu Phi), là địa điểm tìm thấy dầu mỏ.

Năm 2006, Uganda xác nhận sự tồn tại khả thi của dự trữ dầu mỏ thương mại trong Đới tách giãn Albertine quanh Hồ Albert. Vào tháng 6 năm 2006, Hardman Resources of Australia đã khám phá những bãi cát dầu tại Waranga 1, Waranga 2 và Mputa. Tổng thống Yoweri Museveni tuyên bố rằng ông dự kiến sản lượng từ 6.000 bbl / d (950 m³ / ngày) lên 10.000 bbl / d (1.600 m³ / ngày) vào năm 2009.
Vào tháng 7 năm 2007, Heritage Oil, một trong số nhiều công ty đang tìm kiếm quanh hồ Albert, nâng mức ước tính cho giếng Kingfisher (khối 3A) ở huyện Hoima, tiểu vùng Bunyoro, họ cho biết họ nghĩ rằng nó lớn hơn 600 triệu thùng (95.000.000 m³) dầu thô. Đối tác của Heritage, Tullow Oil có trụ sở tại Luân Đôn, đã mua Hardman Resources, được bảo vệ nhiều hơn, nhưng tự tin rằng toàn bộ lưu vực sông Albertine chứa hơn một tỷ thùng. Các Kingfisher-1 cũng sản xuất ra 13,893 thùng / ngày (2,208,8 m³ / ngày) dầu 30-32 API.
Tin tức này xuất hiện trên báo cáo ngày 11 tháng 7 năm 2007 của Tullow rằng việc đánh giá Nzizi 2 cũng xác nhận sự hiện diện của khí tự nhiên 14 triệu feet khối (400.000 m³) mỗi ngày. Tài nguyên này trong một báo cáo cho các đối tác của mình nói về dự trữ của Uganda là 2,4 tỷ thùng (380.000.000 m³) trị giá 7 tỷ USD là "canh bạc mới thú vị nhất ở vùng châu Phi hạ Sahara trong thập kỷ qua." Tuy nhiên, phát triển đòi hỏi phải có một đường ống 750 dặm (1.210 km) đến bờ biển, mà sẽ cần 80 đô la dầu để biện minh. Mối quan hệ giữa Uganda và Cộng hòa Dân chủ Congo (DRC) gần đây đã căng thẳng kể từ khi phát hiện ra dầu, khi cả hai nước tìm cách làm rõ ranh giới biên giới trên hồ có lợi cho họ, đặc biệt là quyền sở hữu đảo nhỏ Rukwanzi. Ngoại trưởng Uganda Sam Kutesa đã có chuyến thăm khẩn cấp tới Kinshasa trong một nỗ lực để làm dịu căng thẳng.
The Economist nhận định rằng DRC đã giao các khối thăm dò ở phía biên giới, đề xuất rằng tình hình nên tự thân thiện: Uganda cần một biên giới ổn định và an toàn để thu hút đầu tư nước ngoài phát triển dự trữ dầu, trong khi chi phí vận chuyển dầu đến cảng duy nhất của DRC tại Matadi quá cao đến nỗi chính phủ Congo gần như bắt buộc phải tìm kiếm đường ống dẫn qua Uganda.
Sau một thời gian không đồng ý giữa Chính phủ Uganda và các công ty thăm dò dầu khí, hai bên nhất trí vào tháng 4 năm 2013 đồng thời xây dựng một đường ống dẫn dầu thô đến bờ biển Kenya (Đường ống dẫn dầu thô Uganda - Kenya) và một nhà máy lọc dầu ở Uganda (Nhà máy lọc dầu Uganda).
Vào tháng 2 năm 2015, chính phủ Uganda đã lựa chọn tập đoàn dẫn đầu bởi RT Global Resources của Nga với tư cách nhà thầu thắng thầu, để xây dựng nhà máy lọc dầu. Chính phủ dự kiến sẽ bắt đầu các cuộc đàm phán sâu với nhà thầu thắng thầu cho một thỏa thuận ràng buộc để xây dựng nhà máy lọc dầu. Các cuộc đàm phán dự kiến kéo dài khoảng 60 ngày. Nếu các bên không đồng ý về các điều khoản, chính phủ có kế hoạch đàm phán với nhà thầu thua lỗ, liên doanh do SK Energy của Hàn Quốc dẫn đầu, để xây dựng nhà máy lọc dầu. Khi những cuộc đàm phán này tan vỡ vào tháng 7 năm 2016, Uganda bắt đầu đàm phán với nhà thầu dự trữ, tập đoàn do SK Engineering & Construction của Hàn Quốc đứng đầu.
Vào tháng 8 năm 2017, các cuộc đàm phán với tập đoàn do SK Engineering & Construction dẫn đầu cũng đã kết thúc mà không thành công. Các cuộc đàm phán sau đó được bắt đầu với một tập đoàn mới do Tập đoàn năng lượng Quảng Đông Dongsong, một công ty Trung Quốc đứng đầu. Các cuộc đàm phán đã sụp đổ vào tháng 6 năm 2017 khi CPECC, nhà thầu chính trong tập đoàn, rút khỏi cuộc đàm phán.
Vào tháng 8 năm 2017, một tập đoàn mới do General Electric (GE) của Mỹ và J & K Minerals Africa lập ra đồng ý xây dựng nhà máy lọc dầu trị giá 4 tỷ đô la Mỹ. GE sở hữu 50% và J & K Minerals Africa sở hữu 10%, trong khi chính phủ Uganda và các nhà đầu tư khác chiếm 40% còn lại. Tổng số còn lại đã cam kết sẽ chiếm 10% cổ phần trong nhà máy lọc dầu.
Vào tháng 12 năm 2017, Irene Muloni, Bộ trưởng Năng lượng Uganda đã thông báo rằng nước này dự định gia nhập Tổ chức các nước xuất khẩu dầu mỏ (OPEC), vào năm 2020.

## Năng lượng mặt trời
Để đa dạng hóa nguồn năng lượng quốc gia, Cơ quan quản lý điện lực trong tháng 12 năm 2014 đã cấp phép cho hai nhà máy điện mặt trời, mỗi nhà máy có công suất 10 megawatt. Các nhà máy Tororo Solar và Soroti, dự kiến sẽ đến phát điện trực tiếp không muộn hơn tháng 12 năm 2015. Tháng 12 năm 2016, Soroti Solar đã được hoàn thành và kết nối với lưới điện quốc gia. Tororo Solar cũng được nối với lưới điện vào tháng 10/2017.

## Bên ngoài đường dẫn
- Electricity Regulatory Authority Lưu trữ ngày 19 tháng 9 năm 2020 tại Wayback Machine
- Ministry of Energy and Minerals Lưu trữ ngày 27 tháng 9 năm 2007 tại Wayback Machine
- Ministry of Energy and Minerals - Data & Information Lưu trữ ngày 27 tháng 9 năm 2007 tại Wayback Machine
- Surplus electricity: Is it a big opportunity or a drawback? As of ngày 19 tháng 12 năm 2017.
- 110 years of electricity in Uganda As of ngày 21 tháng 4 năm 2018.